# 塔尼娅·奥尔蒂斯
塔尼娅·奥尔蒂斯（西班牙語：Tania Ortiz，1965年10月30日—），古巴前女子排球运动员。她曾代表古巴国家队参加1992年夏季奥林匹克运动会排球比赛，结果获得一枚金牌。